# Crassula multiceps
Crassula multiceps (лат.) — вид суккулентных растений рода Толстянка (Crassula) семейства Толстянковые (Crassulaceae), естественно произрастающий на территории Капской провинции Южно-Африканской Республики.

## Название
Родовое латинское название Crassula происходит от латинского слова crassus, — «толстый», в основном из-за присутствия у растений этого рода сочных листьев.
Видовой латинский эпитет multiceps происходит от лат. multi — «много» и лат. -ceps — «головчатый» или «возглавляемый» (англ. headed), отражая многочисленные разветвления.

## Ботаническое описание
Растение характеризуется восходящими, округлыми и сильно разветвленными формами. Оно является карликовым, достигая высоты до 4 см и диаметра до 6 см, обычно с одним главным стеблем диаметром до 4 мм. Корни мясистые и горизонтальные, имеют диаметр до 4 мм. Главный стебель окрашен в серо-коричневый цвет и имеет отслаивающуюся кору, в то время как молодые ветви имеют толщину 1 мм. Листья собраны в мутовки по 4–7 штук, сросшиеся у основания, приподнимаются, имеют вогнутую форму размером 4–6 х 1–1,5 мм. Они плоские, оттенок их изменяется от зеленого до коричневато-зеленого, и они представляют собой треугольно-ланцетные, кожистые листья, которые летом закручиваются. Край листьев целый, а их кончик острый; отмершие листья становятся коричневыми и стойкими.
Соцветия представлены концевыми цимозными головками. Чашелистики достигают до 3 мм в длину, имеют продолговато-ланцетную форму с небольшим количеством ресничек у основания. Венчик цветка трубчатый, ампуловидный, достигает до 10 мм, а лепестки отличаются от кремовых до бледно-желтых оттенков и имеют эллиптическо-продолговатую форму, снизу сросшиеся на 2 мм. Пыльники желтого цвета.
Цветение происходит в середине зимы.

## Распространение и экология
Это растение обитает на северо-западе Капской провинции между Фридендалем и Биттерфонтейном (Bitterfontein), а также от Ритуиса (Riethuis) до Комканса (Komkans) и к северо-востоку от Биттерфонтейна.
Его рост обычен в расщелинах горизонтальных скал, которые часто частично покрыты гравием. Он также встречается на щебнистых, усыпанных кварцем равнинах и пологих склонах.

## Таксономия
Crassula multiceps Harv., первое упоминание в W.H.Harvey & auct. suc. (eds.), Fl. Cap. 2: 359 (1862).

### Синонимы
Гомотипные (основанные на одном и том же номенклатурном типе):
- Tetraphyle multiceps (Harv.) P.V.Heath (1993)